# Jeremiady
Jeremiady – utwory zawierające skargi i biadania. Nazwa pochodzi od proroka Jeremiasza, któremu przypisywana jest Księga Lamentacji.